# GJan
GJan, pseudonimo di Greta Jančytė (Vilnius, 24 aprile 1995), è una cantautrice lituana.

## Biografia

### 2010–11: Second Riot
Ha esordito come vocalist, dal 2010 al 2011, del gruppo pop punk lituano Second Riot. Hanno pubblicato due brani: Memories e Stalk. Nell'estate del 2011 Greta ha lasciato la band a causa di divergenze con gli altri membri del gruppo.

### 2012–2014: Inizio della carriera da solista
Greta si è fatta conoscere con i suoi video postati su YouTube. Il 9 aprile 2012 ha pubblicato il suo primo singolo Not Afraid, che ha ottenuto 4 milioni di visualizzazioni su YouTube, seguito dal successo Tattoo, pubblicato il 2 dicembre 2012 ottenendo 2 milioni di visualizzazioni. Il suo terzo singolo Need Your Love è stato pubblicato il 12 maggio 2013, seguito da Now You pubblicato il 17 novembre dello stesso anno.

### 2015-presente
Il singolo Nobody Around è stato pubblicato il 13 aprile e il giorno seguente ha raggiunto la prima posizione nella classifica lituana di iTunes. Il 26 luglio è stato pubblicato il brano One More Drink assieme al video ufficiale. Il 4 agosto 2015 One More Drink è diventata disponibile anche su iTunes. Altri brani pubblicati sono Gossip il 1º dicembre 2015, Wild il 29 novembre 2016 e Wasn't Easy il 21 marzo 2017. Nell'ottobre 2017 esce il suo primo album, Do It. Nel mese di novembre 2017 è uscita Paskui tave, primo brano cantato in lingua lituana, disponibile solo nel mercato discografico lituano. Il 6 marzo 2018 viene pubblicato il secondo singolo in lingua lituana dal titolo Tablete. Il 21 ottobre 2019 esce il secondo album, Pasiduodu sau, cantato interamente in lituano, che ha debuttato al vertice nella classifica nazionale ed è stato certificato platino dalla AGATA per le 4 000 unità equivalenti.
Anche il terzo LP Verkiu raudonų vyšnių sode (2024) ha superato le 2 500 unità, venendo ricompensato col disco d'oro.

## Discografia

### Da solista

#### Album in studio
- 2017 – Do It
- 2019 – Pasiduodu sau
- 2024 – Verkiu raudonų vyšnių sode

#### Singoli
- 2013 – Tattoo
- 2013 – Need Your Love
- 2013 – Now You
- 2015 – Nobody Around
- 2015 – One More Drink
- 2015 – Gossip
- 2016 – Wild
- 2017 – Wasn't Easy
- 2017 – Together
- 2018 – Tablete
- 2018 – Confidence
- 2018 – Clothes Off
- 2018 – Melage
- 2019 – Numbers
- 2019 – Karaliai
- 2019 – Neleisk man užmigt
- 2019 – Ruduo
- 2021 – Palikai
- 2021 – Ne (con Evgenija Red'ko)
- 2021 – Filmas
- 2022 – Pasikeisiu
- 2022 – Leidžiu sau viską
- 2022 – Noriu
- 2023 – Važiuoju kur širdis
- 2023 – Raudonų vyšnių sodai
- 2023 – Atidaviau tau viską
- 2024 – Mylėjau kažkada
- 2024 – Kaip man atmylėt tave
- 2025 – Niolika
- 2025 – Mesiu
- 2025 – Naktinėj autostradoj

## Premi e riconoscimenti
| Anno | Premio   | Categoria                 | Lavoro candidato | Risultato   |
| ---- | -------- | ------------------------- | ---------------- | ----------- |
| 2012 | M.A.M.A. | Miglior Video Musicale    | "Not Afraid"     | Candidato/a |
| 2013 | M.A.M.A. | Miglior Artista Femminile | GJan             | Candidato/a |
| 2016 | M.A.M.A. | Miglior Artista Femminile | GJan             | Candidato/a |
| 2016 | M.A.M.A. | Miglior Video Musicale    | "Wild"           | Candidato/a |
| 2017 | M.A.M.A. | Miglior Artista Femminile | GJan             | Candidato/a |